# Henriette Morineau

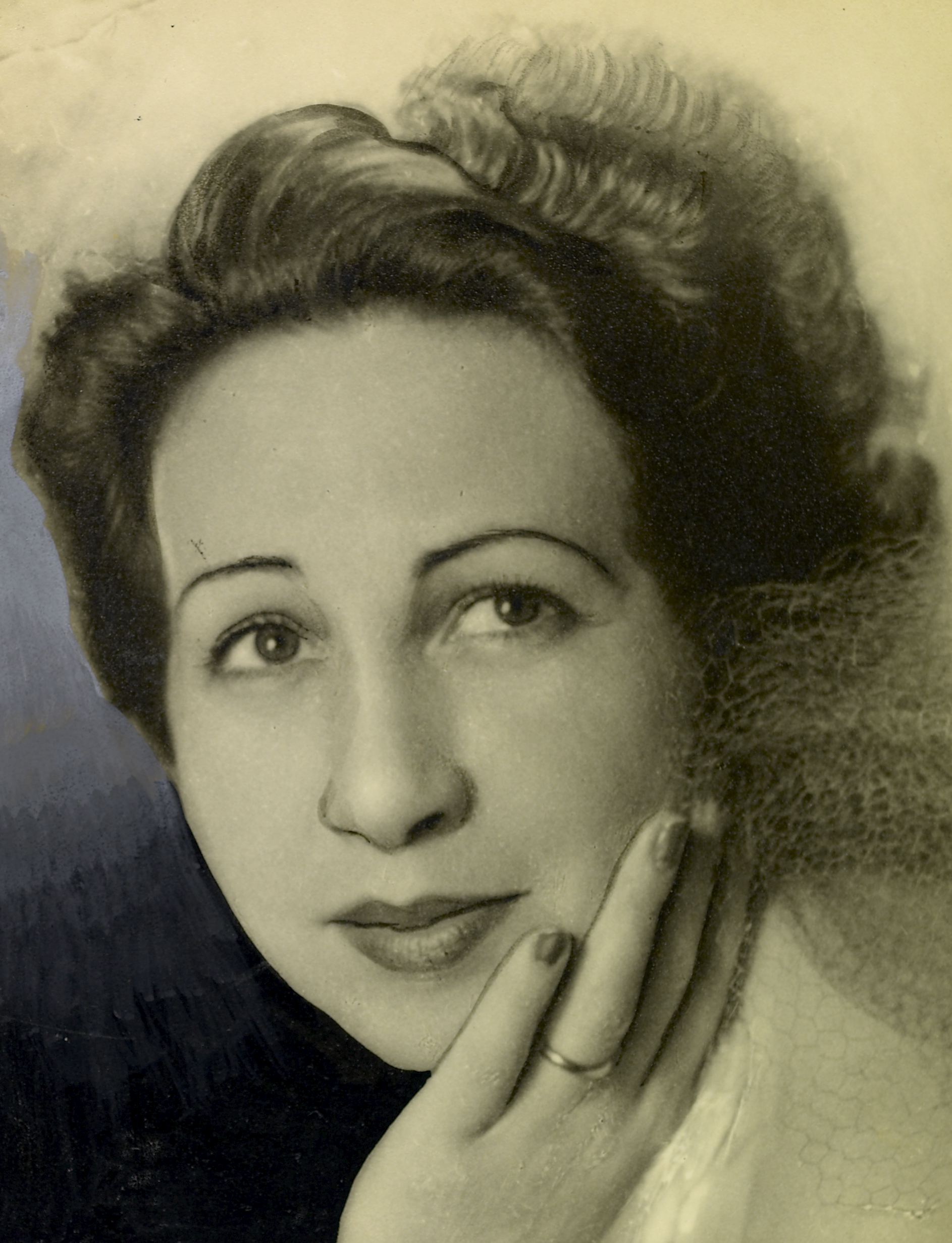
Henriette Morineau

Henriette Fernande Zoé Morineau (* 29. November 1908 in Niort, Frankreich; † 3. Dezember 1990 in Rio de Janeiro) war eine brasilianische Schauspielerin französischer Herkunft und gilt als Legende des brasilianischen Theaters.

## Leben
In Frankreich geboren, beschäftigte sie sich schon früh mit Literatur, so las und interpretierte sie schon in der Schule Stücke und Texte vor der Klasse. Sie überredete ihren Stiefvater zu einem Schauspielstudium in Paris und gewann 1926 als 18-Jährige den ersten Platz in einem Talentwettbewerb.
Sie spielte drei Jahre lang Rollen in der Comédie-Française und traf auf einer ihrer Theater-Tourneen in Belgien ihren zukünftigen Ehemann, George Morineau. Aufgrund eines chronischen Leidens war ihm von Ärzten ein Leben in einem Land mit tropischem Klima empfohlen worden, so zogen sie 1931 nach Rio de Janeiro.
Sie spielte auch in Brasilien Theater und nahm auch Rollen in Kino und später im Fernsehen an und wurde in kurzer Zeit zu einem großen Star auf der Bühne und auf der Leinwand. Sie wurde zweimal von der brasilianischen Regierung mit dem Orden vom Kreuz des Südens ausgezeichnet und erhielt auch die Ehrenbürgerschaft von Rio de Janeiro.
Sie hatte eine Karriere von 60 Jahren. Einer ihrer letzten Auftritte des Theaters war die Bühnenadaption von Harold und Maude im Jahre 1982, dabei stürzte sie unglücklich auf der Bühne und musste von Maria Clara Machado ersetzt werden. Henriette Morineau verstarb 1990 im Alter von 82 Jahren.